# Franz Trattner
Franz Trattner (* 1967) ist ein österreichischer Musiker/Schlagzeuger/Songschreiber/Lehrer.

## Leben
Franz Trattner stammt aus Zederhaus im Salzburger Lungau. Er studierte an der Universität für Musik und darstellende Kunst in Graz
und am Drummers Collective in New York City Jazz-Schlagzeug.
Seit 1989 unterrichtet er am Musikum Salzburg.
1983 war er Gründungsmitglied der Lungau Big Band und spielte dort 18 Jahre lang. Von 1989 bis 1995 war er in der Band des Schweizer Musikers Hazy Osterwald
und hat so sein Handwerk als Tanz- und Unterhaltungsmusiker erlernt. 1993 bis 1997 war er Mitglied des Blasorchesters des Salzburger Lehrehauses. 1993 bis 2001 war er Bühnenmusiker im Jedermann bei den Salzburger Festspielen.
Er ist oft als Sideman für diverse Bands und Künstler (Mark Murphy, Ingrid Jensen, Bill Ramsey, Karel Gott, Gitte Hænning) tätig und hatte zahlreiche eigene Bandprojekte wie "Black Note" (1995, Christian Wegscheider: keys; Kurt Gersdorf: sax; Wolfgang Pointner: git; Georg Farmer: bass), "Soulbabe", "Quintett West", die 11-köpfige Big Band "Fun(k)orchestra" (2012–2016) und die "Firstline Band". Er wirkte an zahlreichen CD-Produktionen mit.
Im März 2017 veröffentlichte er das Album "Ein Hoch auf das Leben", das nur Eigenkompositionen (verschiedenster Genres) enthält. Die Single "Zwa Minuten no mit Dir" (Austropop / deutscher Schlager) daraus war im gesamten deutschen Sprachraum sehr erfolgreich.
Momentan arbeitet Franz Trattner an einem Lehrbuch für Schlagzeug, das Anfang 2022 erscheinen und "Boom Boom Crash Boom Bang" heißen wird.

## Privates
Franz Trattner ist mit der Frauenärztin Maria Trattner verheiratet und lebt in Grödig. Er hat zwei Töchter. Seine Tochter Franziska spielt ebenfalls Schlagzeug.